# بپاراسی
بپاراسی (به لاتین: Beparasy) یک منطقهٔ مسکونی در ماداگاسکار است که در مورامانگا واقع شده‌است. بپاراسی ۹٬۰۰۰ نفر جمعیت دارد و ۹۱۴ متر بالاتر از سطح دریا واقع شده‌است.